# Renaud Camus
Jean Renaud Gabriel Camus, (Chamalières, 1946. augusztus 10. –) francia szélsőjobboldali író, politikai aktivista, összeesküvés-elmélet publicista.

## Életpályája
2024-ben Durek Verrett, Alex Jones, Kanye West, Robert F. Kennedy Jr., John Cusack mellett a "húsz legbefolyásosabb összeesküvés-elmélet hívő" egyikeként jellemezték.
Ő a „Nagy csere”  nevű szélsőjobboldali összeesküvés-elmélet elindítója, amelyben azt állítja, hogy az "elit" közreműködik Európa fehér lakosságának leváltásában, hogy nem európai népekkel, afrikai és közel-keleti migránsokkal helyettesítsék őket. Ezzel a szélsőjobb elmélettel Orbán Viktort és a Fidesz pártját is kapcsolatba hozták.
2000-ben az ún. Camus-ügy részeként antiszemitizmussal vádolták meg, majd a 2010-es években a muszlimok elleni gyűlölet és erőszak szításával. 2014-ben pénzbírsággal sújtották gyűlöletkeltés miatt.
2019-ben elindult az európai parlamenti választásokon, de később visszalépett. A 2022-es francia elnökválasztás során Éric Zemmour szélsőjobboldali elnökjelölt oldalára állt.

## Művei
2020-ig mintegy 150 mű szerzője. Főbb írásai:
Regények
- Passage. Flammarion (1975) ISBN 978-2080607829
- Échange. Flammarion (1976) ISBN 978-2080608925
- Roman roi. P.O.L. (1983) ISBN 978-2867440052
- Roman furieux (Roman roi II). P.O.L. (1987) ISBN 978-2867440762
- Voyageur en automne. P.O.L. (1992) ISBN 978-2867443022
- Le Chasseur de lumières. P.O.L. (1993) ISBN 978-2867443725
- L'épuisant désir de ces choses. P.O.L. (1995) ISBN 978-2867444494
- L'Inauguration de la salle des Vents. Fayard (2003) ISBN 978-2213616643
- Loin. P.O.L. (2009) ISBN 978-2846823524

Krónikák
- Journal d'un voyage en France. Hachette (1981) ISBN 978-2010067815
- Tricks. P.O.L. (1979) ISBN 978-2818001387
  - transl. Tricks: 25 encounters. Serpent's Tail (1995) ISBN 978-1852424145
- Buena Vista Park. Hachette (1980) ISBN 978-2010073052
- Incomparable, with Farid Tali. P.O.L. (1999) ISBN 978-2867447044
- Retour à Canossa. Journal 1999. Fayard (2002) ISBN 978-2213614342

Politikai írások
- Du sens. P.O.L. (2002) ISBN 978-2867448812
- Le communisme du XXIe siècle. Xenia (2007) ISBN 978-2888920342
- La Grande Déculturation. Fayard (2008) ISBN 979-1091681384
- De l'In-nocence. Abécédaire. David Reinharc (2010) ISBN 978-2-35869-015-7
- Décivilisation. Fayard (2011) ISBN 2-2136-6638-5
- Le Grand Remplacement. David Reinharc (2011) ISBN 978-2-35869-031-7
- L'Homme remplaçable. Self-published (2012) ISBN 979-10-91681-00-1
- Le Changement de peuple. Self-published (2013) ISBN 979-10-91681-06-3
- Les Inhéritiers. Self-published (2013) ISBN 979-10-91681-04-9
- You Will Not Replace Us! Self-published (2018) ISBN 979-1091681575
- Lettre aux Européens : entée de cent une propositions (with Karim Ouchikh). Self-published (2019)
- Le Petit Remplacement. Pierre-Guillaume de Roux (2019) ISBN 978-2491446758
- La Dépossession : ou Du remplacisme global. La Nouvelle Librairie (2022) ISBN 978-2493898289